# 1608 Muñoz
Az 1608 Munoz (ideiglenes jelöléssel 1951 RZ) a Naprendszer kisbolygóövében található aszteroida. M. Itzigsohn fedezte fel 1951. szeptember 1-én.